# Университет иностранных языков Хангук (станция метро)

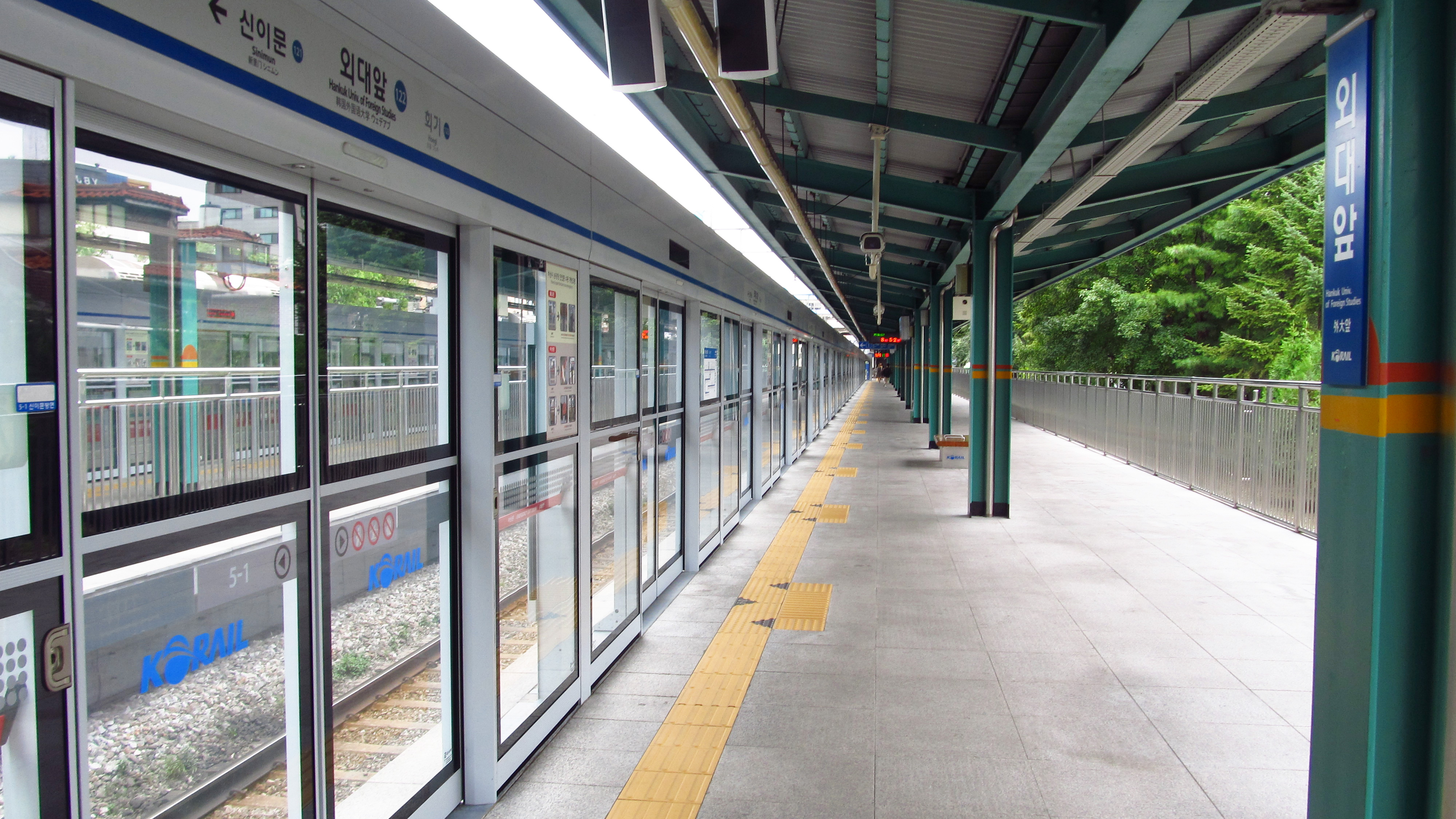
Платформа станции

«Университет иностранных языков Хангук», или «Ведэ-ап» (кор. 외대앞역) — наземная станция Сеульского метро на Первой линии (Кёнвон). До 1996 года станция носила официальное название Хвигён. На станции установлены платформенные раздвижные двери.
Она представлена двумя боковыми платформами. Станция на двух линиях обслуживается корпорацией железных дорог Кореи (Korail). Расположена в квартале Имун-дон района Тондэмунгу города Сеул (Республика Корея).
Пассажиропоток — на 1 линии 26 504 чел/день (на 2012 год).
Станция ж/д пригородного сообщения была открыта 25 июля 1939 года на линии Кёнвон. 15 августа 1974 года линия Кёнвон была реорганизована и интегрирована в систему Сеульского метрополитена и стала частью Первой линии. Станция метро была открыта в составе участка Кванундэ — Сувон первой очереди Первой линии 15 августа 1974 года (длина 54,8 км; всего 28 станцийː интегрированы 2 станции линии Кёнвон — Кванундэ и Ведэ-ап, введено 9 станций изначально для метро, 17 станций других линий).
В непосредственной близости расположен Университет иностранных языков Хангук, из-за которого станция и получила своё название.